# Subcomandante Marcos
Rafael Sebastián Guillén Vicente, más conocido por sus nombres de guerra Subcomandante Insurgente Marcos, y desde el 25 de mayo del 2014 Sub-comandante Galeano o Sub-comandante Insurgente Galeano (Tampico, Tamaulipas, México; 19 de junio de 1957), es el principal ideólogo, portavoz, comandante militar y uno de los líderes del grupo armado indigenista mexicano Ejército Zapatista de Liberación Nacional. El grupo armado hizo su aparición pública el 1 de enero de 1994, al lanzar una ofensiva militar que intentó tomar siete cabeceras municipales del estado sureño mexicano de Chiapas, demandando «democracia, libertad, tierra, paz y justicia» para las comunidades indígenas.
El Sub-comandante Marcos se distingue por sus habilidades literarias e intelectuales y el manejo de los medios masivos de comunicación. Desde enero de 1994, gracias a sus comunicados, publicados inicialmente en el periódico mexicano La Jornada y después en el blog del EZLN, su imagen (el rostro siempre cubierto por un pasamontañas) ha recorrido el mundo como símbolo de resistencia.[cita requerida]
Sobre su nombre, que no es un acrónimo como algunos han sugerido, el propio Marcos dice:

Marcos es el nombre de un compañero que murió, y nosotros siempre tomábamos los nombres de los que morían, en esta idea de que uno no muere, sino que sigue en la lucha.
Subcomandante Marcos

## Biografía
El 9 de febrero de 1995, el gobierno mexicano declaró que conocía la identidad del Subcomandante Insurgente Marcos, a quien identificó como Rafael Sebastián Guillén Vicente (Tampico, 19 de junio de 1957), exalumno de la Facultad de Filosofía y Letras de la Universidad Nacional Autónoma de México (UNAM) y profesor de la Unidad Xochimilco de la Universidad Autónoma Metropolitana (UAM) de la Ciudad de México. Rafael Guillén es hermano de Mercedes Guillén Vicente, quien sigue siendo miembro activo del PRI y ha ocupado destacados puestos de responsabilidad en el estado de Tamaulipas.
Rafael Sebastián Guillén Vicente es hijo de Alfonso Guillén (originario de Xicoténcatl) y de María del Socorro Vicente González (de Tampico), y es el cuarto de ocho hermanos. Entre 1963 y 1969, estudió en el Colegio Félix de Jesús Rougier, dirigido por las Misioneras Eucarísticas de la Santísima Trinidad. Entre 1970 y 1976, estudió con los jesuitas en el Instituto Cultural Tampico. Al abandonar su ciudad natal, se fue a vivir a la Ciudad de México para estudiar en la Facultad de Filosofía y Letras de la UNAM. Se graduó en filosofía en la Universidad Nacional Autónoma de México (UNAM), con el trabajo de tesis Filosofía y educación: prácticas discursivas y prácticas ideológicas: sujeto y cambio histórico en libros de texto oficiales para la educación primaria en México. Después comenzó a trabajar como profesor en la Universidad Autónoma Metropolitana. Durante una breve estancia vivió en España, específicamente en Barcelona, donde trabajó en los almacenes El Corte Inglés.
En marzo de 1992, dio una conferencia sobre el Tratado de Libre Comercio a la Asociación de Ejecutivos de Ventas y Mercadotecnia. Entonces afirmó que todavía era posible que la patria se expresara «con un grito atronador exigiendo justicia» y que ojalá los mexicanos pudieran levantarse una mañana «sin la necesidad de una máscara para vivir y amar». Como muchas personas de su generación, Marcos fue afectado por la matanza de Tlatelolco en 1968 e ingresó en una organización maoísta, y pasó posteriormente al zapatismo.[cita requerida]
Sin embargo, el encuentro con los movimientos indígenas de Chiapas transformó su ideología y lo acercó a visiones revolucionarias más comunitaristas. Otras ideas que ha expuesto en sus discursos y acciones están más relacionadas con los ideales marxistas del italiano Antonio Gramsci, muy populares en México cuando él estudiaba en la universidad.[cita requerida]
El domingo, 25 de mayo de 2014, en la rueda de prensa que se realizó en homenaje a José Luis Solís Sánchez, «Galeano», zapatista asesinado el 2 de mayo de ese mismo año en la comunidad de La Realidad por un grupo de paramilitares de la Central Independiente de Obreros Agrícolas y Campesinos Histórica (CIOAC-H), el Subcomandante Marcos anunció la desaparición del personaje. Argumentó su retirada como el fin de una etapa y comienzo de otra nueva dentro de la lucha zapatista:[cita requerida]

...que ya había una generación que podía mirarnos de frente, que podía escucharnos y hablarnos sin esperar guía o liderazgo, ni pretender sumisión o seguimiento.

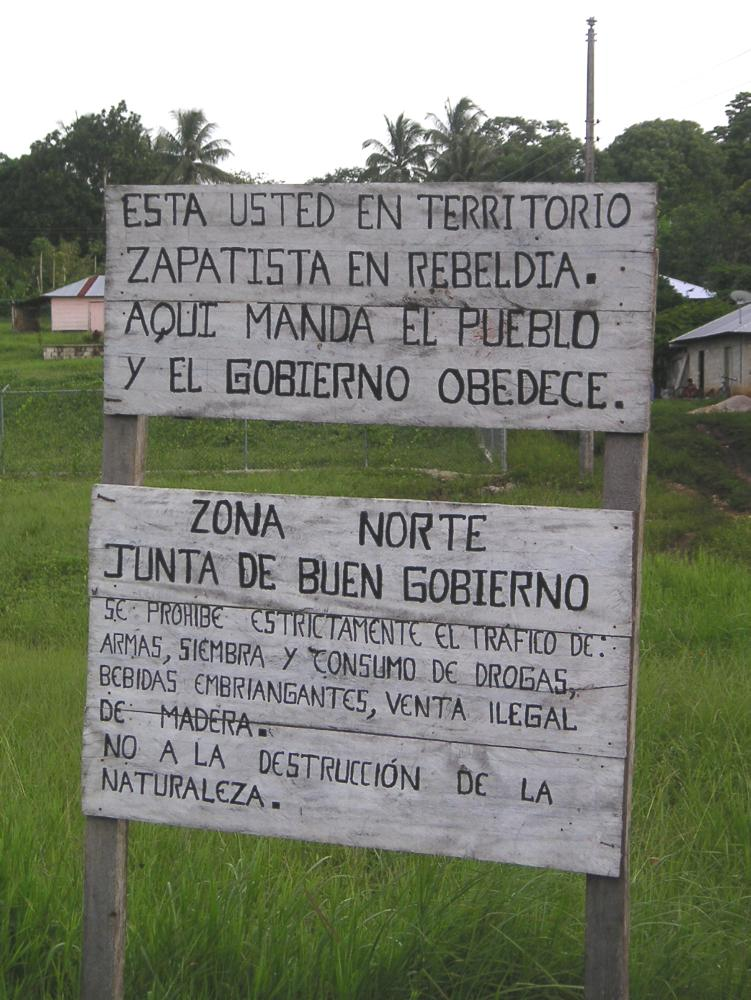
Letrero a la entrada a la zona de influencia del EZLN

El Subcomandante Marcos siempre ha negado ser Rafael Guillén; la familia de este dice que siempre ha ignorado su paradero y nunca dirán si Marcos y Rafael son la misma persona. En la carta publicada el 25 de mayo de 2014, menciona que la persona detrás del personaje era un maestro que sale en fotos en el velorio de sus padres. En la Gran Marcha a la Ciudad de México en el 2001, Marcos visitó la UAM y la UNAM, durante su discurso dejó claro que había estado allí antes.[cita requerida]

## Ideario
Desde el principio del levantamiento aclaró a la prensa que el EZLN no es marxista, y en entrevistas ha declarado estar más influido por el intelectual mexicano Carlos Monsiváis que por Karl Marx. Su visión es anticapitalista, pero se rehúsa a proponer o buscar una solución global a todos los problemas que enfrentan los sectores desposeídos, y trata en cambio de unir todas las luchas que ya se dan sin tratar de imponer una visión o metodología en particular. Además de Emiliano Zapata, también ha manifestado admiración por el revolucionario argentino Ernesto Che Guevara.[cita requerida]
Según sus propias narraciones (confirmadas por versiones gubernamentales), Marcos llegó a Chiapas con algunos otros compañeros tras haber militado en las Fuerzas de Liberación Nacional varios años. Llegó promoviendo la teoría maoísta, pero el encuentro con los movimientos indígenas de Chiapas transformó su pensamiento, y puso a las comunidades indígenas en el centro de su praxis y discurso. El resultado fue más cercano a las teorías del marxismo estructuralista que a sus intenciones originales, aunque si bien ya desde su tesis de licenciatura mostraba influencias teóricas de Louis Althusser, Michel Foucault, Alain Badiou, entre otros. Otras ideas que ha expuesto en sus discursos y acciones están más relacionadas con los temas y preocupaciones del marxista italiano Antonio Gramsci, popular en México cuando él estudiaba en la universidad.[cita requerida]
Su estilo elíptico, irónico y romántico puede ser una forma de distanciarse de las circunstancias dolorosas que reporta y protesta. Pero, como quiera que sea, sus voluminosos escritos tienen un propósito, como se describe en el libro Nuestra arma es nuestra palabra, donde se compilaron muchos de sus escritos, artículos, poemas, discursos y epístolas.[cita requerida]
En diciembre del 2004, anunció la publicación del libro Muertos incómodos, escrita al alimón con el autor de novela negra Paco Ignacio Taibo II y publicada en el diario mexicano La Jornada; consistió en doce entregas donde se hace un escrutinio de la vida política nacional. El libro en un primer momento iba a ser escrito con Manuel Vázquez Montalbán pero, tras la muerte de este en 2003, ya no fue posible. Lo publicó en España la editorial Destino, en abril del 2005.[cita requerida]

### Marcos en sus propias palabras
Marcos es gay en San Francisco, negro en Sudáfrica, asiático en Europa, chicano en San Ysidro, anarquista en España, palestino en Israel, el hombre que encaró a una columna de tanques, en Tiananmen, indígena en las calles de San Cristóbal, chavo banda en Neza, roquero en CU, judío en Alemania nazi, ombudsman en la Sedena, feminista en los partidos políticos, comunista en la posguerra fría, preso en Cintalapa, pacifista en Bosnia, mapuche en los Andes, disidente cubano perseguido por el gobierno, en La Habana, maestro de la CNTE, artista sin galería ni portafolios, ama de casa un sábado por la noche en cualquier colonia de cualquier ciudad de cualquier México, guerrillero en el México de fin del siglo XX, huelguista en la CTM, reportero de nota de relleno en interiores, mujer sola en el metro a las 10 p.m., jubilado en plantón en el Zócalo, campesino sin tierra, editor marginal, obrero desempleado, médico sin plaza, estudiante inconforme, disidente en el neoliberalismo, escritor sin libros ni lectores, y, es seguro, zapatista en el sureste mexicano.
Subcomandante Marcos

### Escritos

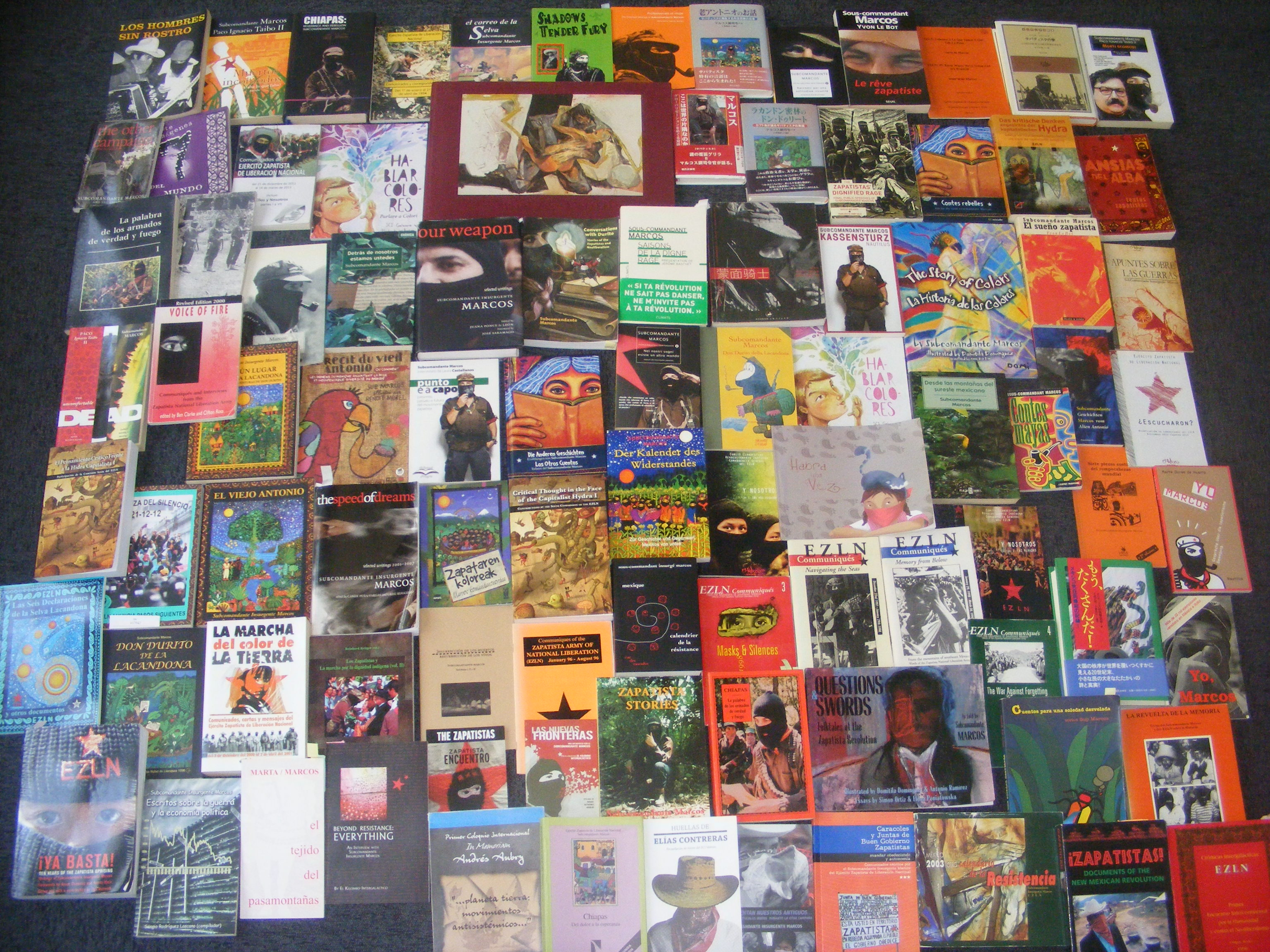
Una selección de los escritos de Marcos (en el español y traducido a otros idiomas)

#### Filosóficos y políticos
De 1992 al 2006, escribió más de 200 ensayos e historias, y publicó 21 libros en un total de al menos 33 ediciones, con todo lo cual documentó ampliamente sus perspectivas filosóficas y políticas. Los ensayos e historias son reciclados en los libros. Tiende a preferir las expresiones indirectas; sus escritos son con frecuencia fábulas. Algunos, sin embargo, están muy pegados a la vida cotidiana y son directos. En una carta de enero de 2003 a ETA, que termina con la frase: «me cago en las vanguardias revolucionarias de todo el planeta», Marcos ha dicho:

Les enseñamos [a los niños] que hay tantas palabras como colores, y que hay tantos pensamientos porque de por sí el mundo es para que en él nazcan palabras. Que hay pensamientos diferentes y que debemos respetarlos... Y les enseñamos a hablar con la verdad, es decir, con el corazón.
Subcomandante Marcos

#### Ficción
Uno de sus libros, La historia de los colores, es una historia para niños que, basada en un mito maya de la creación, enseña sobre la tolerancia y el respeto a la biodiversidad.[cita requerida]
Con Paco Ignacio Taibo II, escribió Muertos incómodos, novela a cuatro manos, publicada por entregas en el 2005, inicialmente en el periódico mexicano La Jornada. Aborda las diferencias entre la urbe (la Ciudad de México) y el campo.[cita requerida]

#### Nuestra arma es nuestra palabra
El libro Nuestra arma es nuestra palabra está dividido en 3 secciones tituladas “México sin velo”, “Detrás de la máscara” y “Creando memoria”. Cada sección empieza con un segmento que resume el contenido de la sección. Los comunicados de “Mexico sin velo” se enfocan en las dinámicas sociales y políticas de México, con atención especial a las comunidades indígenas de Chiapas. En “Detrás de la máscara”, Marcos aborda otras luchas afines a las de los zapatistas para crear una alianza de libertad entre varias comunidades en el mundo. En la última sección del libro, los escritos incluyen textos de Marcos más creativos en su forma y contenido, mezclando creencias indígenas con luchas contemporánea, y explorando las ideas y principios que sustentan el proyecto zapatista. En total, el libro incluye 100 publicaciones del Subcomandante Marcos. El libro termina con un epílogo escrito por Ana Carrigan y una sección de hechos en cronología sobre Chiapas y el EZLN escrito por Tom Hansen y Enlace Civil.
El cuarto escrito incluido en el texto, titulado “En nuestros sueños hemos visto otro mundo”, captura como Marcos utiliza el vocabulario de “sueño” para reunir el apoyo a la rebelión Zapatista. Escrito el primero de marzo de 1994, Marcos expresa una visión con los ideales del movimiento Zapatista, produciendo un sueño colectivo de un mundo diferente al actual, con paz, libertad, justicia, y democracia. Este “otro mundo” es posible a través de la lucha colectiva que es el movimiento Zapatista. Sin embargo, algunos académicos critican las ideas del Zapatismo y su originalidad, especialmente en como utiliza el concepto del ‘sueño’. El Subcomandante Marcos evita dar respuestas concretas o soluciones, buscando despertar políticamente la sociedad, y como señalan José Antonio Aguilar Rivera y Marco Levario Turcott, obtener poder a través de esta dinámica. Por otro lado, Roger Burbach se opone, y en vez, describe como el Zapatismo quiere quebrar los modelos tradicionales. En cuanto los conceptos de la libertad, justicia, y democracia Daniel Nugent y José Johnston, argumentan que no son originales, aunque Alejandro Raiter e Irene Muñoz defienden el uso de estos términos, argumentando que Subcomandante Marcos y los Zapatistas los emplean de manera diferente a la ideología dominante.
El quinto escrito incluido en el texto tiene como título “Votán Zapata o 500 años de historia”, utilizando la figura de Zapata y creencias indígenas para trazar la ideología del zapatismo. En este comunicado del 10 de abril de 1994 y el aniversario del asesinato de Zapata, Marcos crea una fusión de la deidad maya Votán y Zapata. La lucha Zapatista es reforzada a través de la fusión de lo mítico y lo histórico. La lucha de Zapata, quien es un símbolo de resistencia, embarca en una continuidad de la lucha de la resistencia indígena hasta llegar al EZLN. Esta estrategia de lo simbólico también se conecta a lo que algunos académicos han descrito como el “teatro político”. Académicos como Carlos Monsiváis, Elena Poniatowska, y Juan Villoro discuten el “teatro” en discursos de Marcos, enfocándose también en la figura de Marcos y el poder del “hombre enmascarado”. El discurso también incluye los trabajos de Bobrow-Strain, June Nash, Duncan Earle, y Jeanne M. Simonelli. La conversación en este texto gira al posicionamiento de los Zapatistas en Chiapas y el poder de un movimiento.

## Años recientes

### La Otra Campaña (2006)
Artículo principal: La Otra Campaña

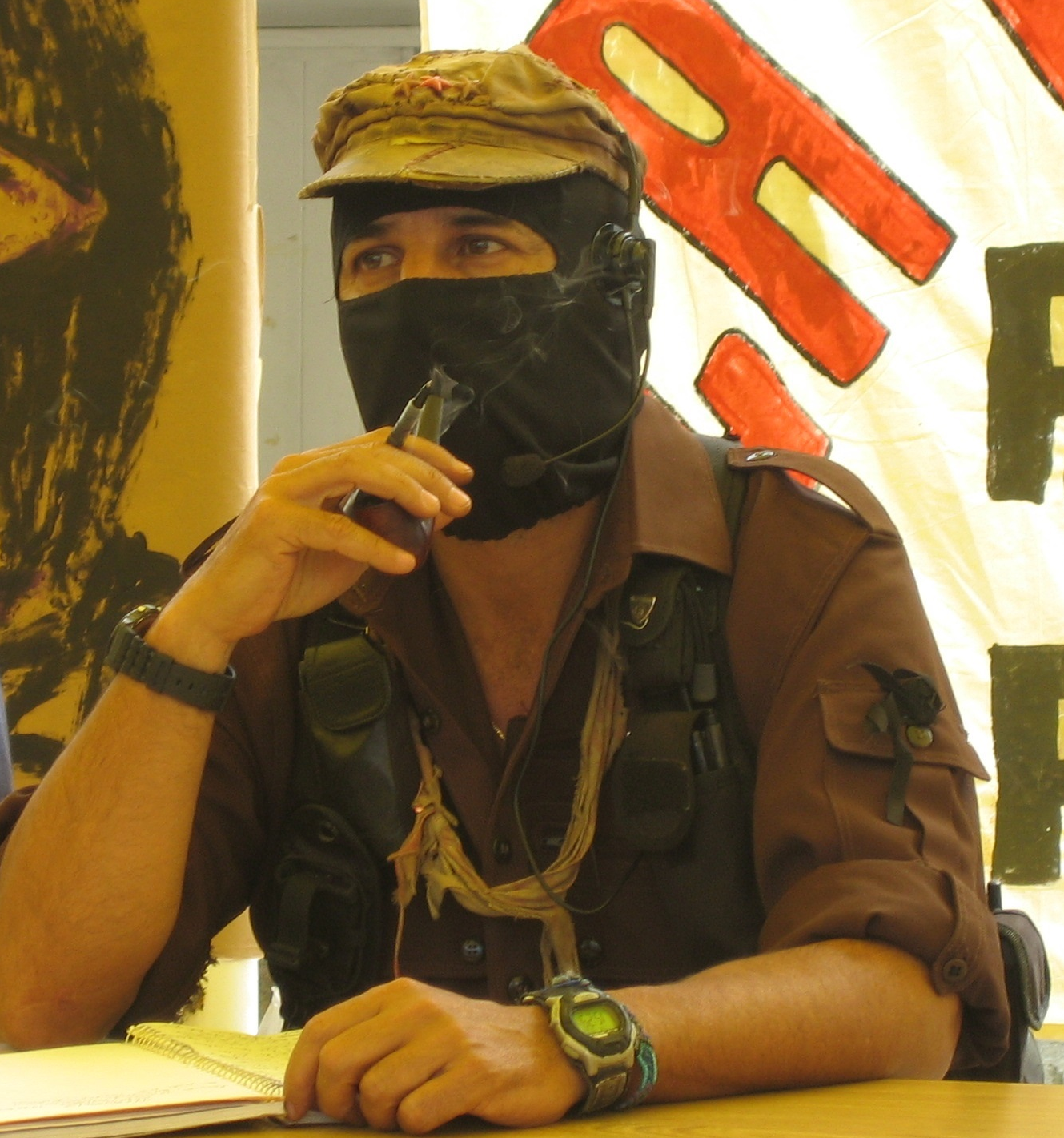
Marcos en La Otra Campaña (febrero 2006, Oaxaca)

El 1 de enero de 2006, Marcos, ahora Delegado Zero, empezó una gira en los 32 estados mexicanos para promover La Otra Campaña. En ella busca escuchar al pueblo mexicano, a los organizados y a los que no lo están, «a todos aquellos que desde abajo y a la izquierda busquen cambiar el actual estado de la sociedad», siempre regidos por ciertos principios, como son: el anticapitalismo, la horizontalidad, la equidad y varios más que el propio movimiento irá definiendo en su caminar.
La naturaleza de esta iniciativa implica distancia de los tres partidos políticos más importantes de México y sus candidatos a la presidencia, y dejó claro que el proyecto de construcción de un nuevo país no pasa por el apoyo a tal o cual candidato, sino por la lucha propia.

El proceso electoral ya empezó y alguien les va a venir a decir que si lo apoyan les va a resolver todo. Nosotros les venimos a decir que no les vamos a resolver absolutamente nada ni les venimos a traer soluciones, sino problemas, y la invitación de que nos juntemos con los compañeros que se están alzando en otras partes del país para construir el nuevo México.

Acerca de la clase política, se ha mencionado que el PAN «es hoy dirigido por la organización de ultraderecha El Yunque, es la nostalgia por la quema de las boletas de la elección de 1988 y el cogobierno con el PRI», del PRI «el creador del sistema de partido de Estado, el de la imposición de las políticas neoliberales que han destruido los cimientos de México», de Roberto Madrazo, a quien califica de «ladrón vergonzante y criminal», del PRD «el partido de los errores tácticos», de Andrés Manuel López Obrador, «la imagen de Carlos Salinas de Gortari construida por AMLO es, en realidad, un espejo». Sobre el presidente Vicente Fox Quesada, que este ha «entregado a los empresarios todo el dinero que se juntó de ayuda [para las víctimas del huracán Stan], mientras la gente humilde todavía está esperando».
La visita más esperada, sin duda alguna, fue la que realizara a Tampico en donde inició su discurso diciendo

Buenas noches Tampico, capital del mundo y sucursal del cielo. Queremos pedirles un momento en que abran sus corazones y sus oídos para escuchar la palabra que traemos.
Subcomandante Marcos

### Disturbios de Atenco (2006)
El 3 de mayo del 2006 la policía municipal de Texcoco intentó expulsar a los vendedores de flores del mercado Belisario Domínguez. Habitantes de San Salvador Atenco apoyaron la protesta de Texcoco. Comenzó una jornada de violencia que se saldó con una multitud de muertos. Entre ellos identificados (Javier Cortés Santiago y Alexis Benhumea), violaciones a mujeres, cientos de detenidos y varios desaparecidos. A raíz de estos hechos, el EZLN, vía el Delegado Zero, se declaró en alerta roja y suspendió indefinidamente el recorrido de La Otra Campaña en demanda de la liberación incondicional e inmediata de todos los presos.

### Subcomandante Galeano (2014)
El lunes 26 de mayo de 2014 a las 02:00 a. m., Marcos apareció frente a algunos medios de comunicación, en la comunidad La Realidad, en Chiapas. Ahí anunciaría el fin del personaje «Subcomandante Marcos» para dar paso al «Subcomandante Insurgente Galeano», en homenaje al zapatista de nombre Galeano asesinado poco tiempo antes.
Más tarde sería publicado el mismo comunicado en la página web «Enlace Zapatista». Mediante el comunicado titulado «Entre la luz y la sombra», Marcos explica la decisión. Entre otras cosas, dice: «Pensamos que es necesario que uno de nosotros muera para que Galeano viva».
La primera aparición pública de Marcos como Subcomandante Galeano fue el 10 de agosto de 2014, en un comunicado sobre los medios de comunicación de paga. Además del pasamontañas, traía un parche en un ojo.

## Entrevistas con subcomandante Marcos
- Con La Jornada (1994)
- En Desinformemonos.org (1994)
- Con Ricardo Rocha (1994)
- Con Radio UNAM (1994)
- Con Santo Biasatti (1995)
- Con Juan Gelman (1996)
- Con Jorge Ramos (1996)
- Con Nettie Wild (1996)
- Con Kerry Appel (1997)
- Con Marta Duran de Huerta (1999)
- Con The Associated Press (1999)
- Con el BBC (2001)
- Con Carlos Monsiváis y Hermann Bellinghausen (2001)
- Con Julio Scherer (2001)
- Con el Ponchito (2001)
- Con Carlos Loret en Primero Noticias (2006)
- En El Loco De La Colina (2006)
- Con Stina Dabrowski (ca 2000)
- Véase también: https://enlacezapatista.ezln.org.mx/category/entrevistas/